# Марчук Іван Геннадійович
Іван Марчук (позивний — Брест; м. Берестя, Білорусь — 26 червня 2022, Луганська область) — білоруський військовослужбовець Збройних сил України, учасник російсько-української війни.

## Життєпис
Іван Марчук родом із міста Берестя. Народився 12 березня 1994.
Навчався в школі з мовним ухилом, але був переведений у школу з фізико-математичним ухилом. Далі пішов у клас загальноосвітнього ліцею також з фізико-математичним ухилом. Після закінчення школи вступив до Білоруського державного університету інформатики та радіоелектроніки на спеціальність «Інженер зв'язку», де й навчався два роки.
У 19 років вступив до Французького іноземного легіону. Маючи серйозний військовий вишкіл, з 2015 року захищав Україну в зоні АТО/ООС.
З початком повномасштабного російського вторгнення приєднався до білоруського полку імені Кастуся Калиновського, де згодом став командиром батальйону. Загинув 26 червня 2022 року в битві за Лисичанськ на Луганщині. Брав участь у стримуванні танкового прориву окупантів поблизу Лисичанського нафтопереробного заводу. Під час бою був важко поранений у ногу та голову.

## Вшанування пам'яті
У Конотопі з квітня 2024 року вулиця Коломійченка носить назву — Івана Марчука.